# Perfect Harmony
Perfect Harmony je americký muzikálový a komediální televizní seriál, jehož tvůrcem je Lesley Wake Webster. Premiérový díl se vysílal dne 26. září 2019 na americké stanici NBC. V červnu 2020 bylo oznámeno, že se produkce seriály ruší po první řadě. 

## Obsazení
- Bradley Whitford jako Arthur Cochran
- Anna Camp jako Ginny
- Will Greenberg jako Wayne
- Tymberlee Hill jako Adams
- Geno Segers jako Shep
- Rizwan Manji jako Jax
- Spencer Allport jako Cash

## Seznam dílů

### První řada (2019–2020)
| Č. v seriálu | Č. v řadě | Původní název          | Režie               | Scénář                         | Premiéra v USA     |
| ------------ | --------- | ---------------------- | ------------------- | ------------------------------ | ------------------ |
| 1            | 1         | Pilot                  | Jason Winer         | Lesley Wake Webster            | 26. září 2019      |
| 2            | 2         | Fork Fest              | Jeffrey Blitz       | Elizabeth Tippet               | 3. října 2019      |
| 3            | 3         | No Time for Losers     | Jason Winer         | Lesley Wake Webster            | 10. října 2019     |
| 4            | 4         | Hunting Season         | Jason Winer         | Bob Daily                      | 17. října 2019     |
| 5            | 5         | It's Electric          | Jeffrey Blitz       | Joe Cristalli                  | 24. října 2019     |
| 6            | 6         | Halle-Boo-Yah          | Todd Biermann       | Brian Egeston                  | 31. října 2019     |
| 7            | 7         | Rivalry Week           | Katie Locke O'Brien | Patrick Kang a Michel Levin    | 7. listopadu 2019  |
| 8            | 8         | Any Given Monday       | Natalia Anderson    | Greg Gallant                   | 14. listopadu 2019 |
| 9            | 9         | Thanks-Taking          | Katie Locke O'Brien | Akilah Green                   | 21. listopadu 2019 |
| 10           | 10        | MerryJaxmas            | Billie Woodruff     | Venetia Ginakakis              | 12. prosince 2019  |
| 11           | 11        | Know When to Walk Away | Tristram Shapeero   | Charlotte Austin Johnson       | 9. ledna 2020      |
| 12           | 12        | Hymn-a-Thon            | Michael Spiller     | Grasie Mercedes                | 16. ledna 2020     |
| 13           | 13        | Regionals              | Jason Winer         | Mishki Vaccaro a Eric Wojtanik | 23. ledna 2020     |

## Produkce

### Vývoj
Dne 25. ledna 2019 stanice objednala produkci pilotního dílu, k němuž scénář napsala Lesley Wake Webster, která seriál produkuje po boku Bradleyho Whitforda, Jasona Winera, Jona Radlera a Adama Anderse. Do pilotního dílu byly zapojeny společnosti Small Dog Picture Company a 20th Century Fox Television. Dne 11. května 2019 stanice objednala celou řadu, společně se seriály Indebted a Lincoln.  Den poté bylo oznámeno, že seriál bude mít premiéru na podzim roku 2019 a vysílat se bude vždy ve čtvrtek v 8:30 hodin. Pilotní díl bude mít premiéru dne 26. září 2019. 